# Billete de dos dólares australianos
El billete de dos dólares australianos (AUD 2) fue introducido en 1966, debido a la decimalización, para reemplazar al billete de una libra australiana, el cual tenía un tono verde similar. El billete fue emitido desde 1996 hasta su reemplazo por la moneda de dos dólares en 1988

## Características de seguridad
El billete contenía una marca de agua del explorador británico James Cook en la zona blanca a la izquierda (obverso), y derecha (reverso). La marca de agua había sido empleada con anterioridad en la última serie de billetes de las libras australianas. También se incluyó un hilo metálico, primero en el centro del billete, y luego, en 1976, se corrió al lado izquierdo del obverso del billete. 

## Cese de circulación
El billete de dos dólares fue reemplazada por la moneda en 1988, debido a una mayor durabilidad de estas y los ahorros en los costos de impresión. Estos billetes aún pueden intercambiarse por su valor facial en el Banco de la Reserva de Australia, y en la mayoría de bancos comerciales, aunque se le considera hoy en día un ítem de colección, y genera interés en la numismáticas y coleccionistas dependiendo en la edad y condición en la que se encuentre el billete